# Bundera trimaculata
Bundera trimaculata är en insektsart som beskrevs av Li och Wang. Bundera trimaculata ingår i släktet Bundera och familjen dvärgstritar. Inga underarter finns listade i Catalogue of Life.